# Pacific Rim 2000 (rugby a 15)
La Epson Cup Pacific Rim 2000 fu la 5ª edizione del Pacific Rim Champiosnhip, istituito nel 1996 dall'allora International Rugby Board (oggi World Rugby, organo di governo del rugby a 15 a livello mondiale).
L'edizione del 2000 venne vinta, di misura, dalle Samoa sulle Figi. La 5ª edizione vide prendere parte alla competizione le nazionali dell'edizione precedente, quando il torneo fu esteso da 4 a 6 squadre: Canada, Figi, Giappone, Samoa, Stati Uniti e Tonga. 
Le partite della competizione vennero disputate nei Paesi delle nazionali partecipanti dell'Anello del Pacifico, mentre la formula del torneo fu quella a girone unico, già utilizzata l'anno precedente.

## Risultati
| Vancouver 20 maggio 2000, ore 16 UTC-8 | Canada     | 29 – 11 | Tonga | Thunderbird Stadium (4.000 spett.)\| Arbitro: \| Alan Klemp \| |
| Arbitro:                               | Alan Klemp |         |       |                                                                |

| Tokyo 20 maggio 2000, ore 13 UTC+9 | Giappone       | 22 – 47 | Figi | Stadio Principe Chichibu (7.000 spett.)\| Arbitro: \| Masunu Tuisila \| |
| Arbitro:                           | Masunu Tuisila |         |      |                                                                         |

| Nuku'alofa 26 maggio 2000 | Tonga            | 22 – 25 | Figi | Teufaiva Sport Stadium\| Arbitro: \| Shinchi Iwashita \| |
| Arbitro:                  | Shinchi Iwashita |         |      |                                                          |

| Osaka 27 maggio 2000, ore 14:05 UTC+9 | Giappone       | 21 – 36 | Stati Uniti | Hanazono Rugby Stadium (6.000 spett.)\| Arbitro: \| Masunu Tuisila \| |
| Arbitro:                              | Masunu Tuisila |         |             |                                                                       |

| Tokyo 3 giugno 2000, ore 13 UTC+9 | Giappone        | 25 – 26 | Tonga | Stadio Principe Chichibu (15.000 spett.)\| Arbitro: \| Bruce Kuklinski \| |
| Arbitro:                          | Bruce Kuklinski |         |       |                                                                           |

| Apia 3 giugno 2000 | Samoa            | 31 – 17 | Figi | Apia Park\| Arbitro: \| Shinchi Iwashita \| |
| Arbitro:           | Shinchi Iwashita |         |      |                                             |

| Manchester 3 giugno 2000 | Stati Uniti          | 34 – 25 | Canada | \| Arbitro: \| Anetere'a Aiolupotea \| |
| Arbitro:                 | Anetere'a Aiolupotea |         |        |                                        |

| Apia 10 giugno 2000, ore 14 UTC+13 | Samoa      | 68 – 9 | Giappone | Apia Park (9.000 spett.)\| Arbitro: \| Dan Hamaia \| |
| Arbitro:                           | Dan Hamaia |        |          |                                                      |

| Nuku'alofa 24 giugno 2000 | Tonga           | 16 – 13 | Samoa | Teufaiva Sport Stadium (4.000 spett.)\| Arbitro: \| Nobufumi Tanaka \| |
| Arbitro:                  | Nobufumi Tanaka |         |       |                                                                        |

| Apia 30 giugno 2000 | Figi         | 37 – 21 | Stati Uniti | Apia Park\| Arbitro: \| Ian Hyde-Lay \| |
| Arbitro:            | Ian Hyde-Lay |         |             |                                         |

| Apia 1º luglio 2000 | Samoa                | 41 – 22 | Canada | Apia Park\| Arbitro: \| Setareki Tagiveitaua \| |
| Arbitro:            | Setareki Tagiveitaua |         |        |                                                 |

| Apia 7 luglio 2000 | Figi       | 42 – 11 | Canada | Apia Park (1.000 spett.)\| Arbitro: \| Dan Hamaia \| |
| Arbitro:           | Dan Hamaia |         |        |                                                      |

| Nuku'alofa 7 luglio 2000 | Tonga        | 29 – 6 | Stati Uniti | Teufaiva Sport Stadium\| Arbitro: \| Ian Hyde-Lay \| |
| Arbitro:                 | Ian Hyde-Lay |        |             |                                                      |

| Markham 15 luglio 2000, ore 15 UTC-5 | Canada     | 62 – 18 | Giappone | Fletcher's Field (3.000 spett.)\| Arbitro: \| Alan Klemp \| |
| Arbitro:                             | Alan Klemp |         |          |                                                             |

| San Francisco 15 luglio 2000 | Stati Uniti   | 12 – 19 | Samoa | Boxer Stadium\| Arbitro: \| Sakaraia Vuki \| |
| Arbitro:                     | Sakaraia Vuki |         |       |                                              |

## Classifica
|    | Squadra     | G | V | N | P | P+  | P-  | P±   | PT |
| -- | ----------- | - | - | - | - | --- | --- | ---- | -- |
| 1ª | Samoa       | 5 | 4 | 0 | 1 | 172 | 76  | 96   | 11 |
| 2ª | Figi        | 5 | 4 | 0 | 1 | 168 | 107 | 61   | 10 |
| 3ª | Tonga       | 5 | 3 | 0 | 2 | 104 | 98  | 6    | 13 |
| 4ª | Stati Uniti | 5 | 2 | 0 | 3 | 109 | 131 | -22  | 10 |
| 5ª | Canada      | 5 | 2 | 0 | 3 | 149 | 146 | 3    | 9  |
| 6ª | Giappone    | 5 | 0 | 0 | 5 | 239 | 383 | -144 | 4  |